# Cantonul Royère-de-Vassivière
Cantonul Royère-de-Vassivière este un canton din arondismentul Aubusson, departamentul Creuse, regiunea Limousin, Franța.

## Comune
| Comune                    | Populație (1999) | Cod poștal | Cod INSEE |
| ------------------------- | ---------------- | ---------- | --------- |
| Le Monteil-au-Vicomte     | 225              | 23460      | 23134     |
| Royère-de-Vassivière      | 568              | 23460      | 23165     |
| Saint-Junien-la-Bregère   | 157              | 23400      | 23205     |
| Saint-Martin-Château      | 142              | 23460      | 23216     |
| Saint-Moreil              | 263              | 23400      | 23223     |
| Saint-Pardoux-Morterolles | 215              | 23400      | 23227     |
| Saint-Pierre-Bellevue     | 235              | 23460      | 23232     |